# Fritz Mauthner
Fritz Mauthner, né le 22 novembre 1849 à Hořice en royaume de Bohême et mort le 29 juin 1923 à Meersburg, est un écrivain et philosophe de langue allemande.

## Biographie
Fritz Mauthner était le quatrième des six enfants d'une famille juive. Ses parents s'installèrent à Prague alors qu'il était âgé de six ans. C'est dans cette ville qu'il réalisa son parcours scolaire et universitaire, et qu'il mena ses études de droit.
Tout en travaillant comme juriste dans un cabinet d'avocat, Mauthner commença à publier des nouvelles ainsi que des feuilletons. Il s'installa en 1876 à Berlin où il travailla pour le Berliner Tageblatt. Deux ans plus tard, il épousa Jenny Ehrenberg dont il eut une fille, Grete.
Mauthner prit part en 1880 à la fondation de la "Gesellschaft der Zwanglosen" ("Société des hommes libres"), société qui regroupait entre autres Otto Brahm, Max Halbe (en), Maximilian Harden, Otto Erich Hartleben et Gerhart Hauptmann. La première édition de son roman Der neue Ahasver parut en 1882, suivie en 1887 de celle de son roman Der letzte Deutsche von Blatna. En 1889, Mauthner devint le rédacteur en chef de la revue Deutschland.
En 1892, il s'installa avec sa famille à Grunewald où il commença la rédaction de ses Contributions à une critique du langage (Beiträge zu einer Kritik der Sprache). Son travail se fit plus intense encore au décès de sa femme en 1896, mais il dut l'interrompre en 1898 en raison de problèmes oculaires qui le menaçaient de cécité. Les deux premiers volumes des Contributions parurent en 1901, le troisième volume en 1902.
Mauthner s'établit en 1905 à Fribourg-en-Brisgau, où il fit la connaissance de Martin Buber et où il intégra la Société Kant. Il fit la connaissance en 1907 d'Hedwig Luitgardis Silles O'Cunningham (1872-1945) qui devait devenir sa compagne. Cette même année, il publia sa monographie Le Langage (Die Sprache). Il s'installa en 1909 à Meersburg avec Hedwig. C'est cette même année que parut le premier volume de son Dictionnaire de la philosophie (Wörterbuch der Philosophie), suivi du deuxième volume en 1911 et de Der Letzte Tod des Gautama Buddhas en 1912. Il devint en 1915 Citoyen d'Honneur de Meersburg. À partir de 1920, il commença à publier son Histoire de l'athéisme en Occident (Der Atheismus und seine Geschichte im Abendlande) en quatre volumes. Il mourut en 1923 alors qu'il était en train de rédiger ses Trois images du Monde (Drei Bildern der Welt) qui parurent à titre posthume.

## Idées principales
Mauthner est le représentant d'un courant sceptique en philosophie du langage, influencé notamment par Gorgias ou Nietzsche et Mach. Il adhère également à une conception évolutionniste de la connaissance et de la vie psychique : notre connaissance est subjective et relative ; elle est dirigée vers des buts pratiques et non vers une saisie objective des objets, elle est le fruit du hasard et non la marque d'une adéquation de la pensée et du monde. Mauthner voit par conséquent dans le langage un simple moyen de communication doué d'une fonction sociale, mais incapable d'être un outil pour la connaissance. Bien plus, le langage falsifie même cette dernière de par ses concepts anthropomorphiques et métaphoriques qui nous incitent à des hypostases sans fondement. Le langage donne lieu à un simple "fétichisme verbal", et les mots ne sont que des "outils inutiles".
Mauthner défend également une approche nominaliste selon laquelle les termes abstraits du langage n'ont aucune réalité : seuls les individus, les sensations et les contenus intuitifs existent réellement. La pensée abstraite ne serait donc pas possible sans le langage qui permet d'élaborer les concepts. Le concept n'est en ce sens rien de plus qu'un mot ou qu'un signe, que le "souvenir de perceptions assimilées" que l'on a progressivement privé de son contenu intuitif. La métaphysique apparaît alors comme quelque chose d'artificiel, et il convient par conséquent de la remplacer par la philosophie comprise comme "attention critique portée au langage" dont le but serait de nous libérer progressivement de ce dernier pour nous faire parvenir à une approche strictement intuitive de la réalité. Cette "critique philosophique du langage" est ce à quoi Mauthner se livre lui-même dans ses Contributions à une critique du langage.
Son œuvre a exercé une forte influence sur de nombreux auteurs contemporains et postérieurs, notamment sur Gustav Landauer et sur Ludwig Wittgenstein qui le cite comme contre-exemple dans son Tractatus logico-philosophicus.
La lecture des Contributions à une critique du langage par des écrivains comme Hofmannsthal, Schnitzler, mais aussi Joyce, Beckett et Borges eut une incidence sur leur écriture. La méfiance vis-à-vis du langage exprimée dans La Lettre de Lord Chandos ou dans les romans de Beckett en est la marque.

## Œuvres

### Romans, nouvelles, récits et satires
(de)
- Nach berühmten Mustern, 1878
- Vom armen Franischko, 1876
- Einsame Fahrten, 1879
- Der goldene Fiedelbogen, 1880
- Die Sonntage der Baronin, 1881
- Der neue Ahasver, 1882
- Dilettantenspiegel, 1883
- Gräfin Salamanca, 1884
- Xanthippe, 1884
- Ein Abend im Irrenhaus, 1885
- Berlin W. (trilogie): Quartett, 1886; Die Fanfare, 1888; Der Villenhof, 1890
- Der letzte Deutsche von Blatna, 1887
- Der Pegasus, 1889
- Der wilde Jockey, 1890
- Zehn Geschichten, 1891
- Hypatia, 1892
- Lügenohr, 1892, édition augmentée Aus dem Märchenbuch der Wahrheit, 1899
- Kraft, 1894
- Glück im Spiel, 1895
- Die Geisterseher, 1894
- Die bunte Reihe, 1896
- Der steinerne Riese, 1896
- Die böhmische Handschrift, 1897
- Der letzte Tod des Gautama Buddha, 1913

### Drames
- Anna, 1874

### Poésie
- Die große Revolution, 1872

### Essais et écrits théoriques
- Kleiner Krieg, 1879
- Credo, 1886
- Tote Symbole, 1892
- Zum Streit um die Bühne, 1893
- Totengespräche, 1906
- Gespräche im Himmel und andere Ketzereien, 1914

### Philosophie du langage et de la culture
- Beiträge zu einer Kritik der Sprache (3 vol., 1901-1902)
- Aristoteles, 1904
- Spinoza, 1906
- Die Sprache, 1907
- Wörterbuch der Philosophie, 1910-11, 1923-24
- Schopenhauer, 1911
- Der letzte Tod des Gautama Buddha, 1913
- Der Atheismus und seine Geschichte im Abendland (4 vol.), 1920-23
- Muttersprache und Vaterland, 1920

### Écrits autobiographiques
- Erinnerungen (autobiographie), 1918
- Selbstbiographie, 1922 (in: Philosophie der Gegenwart in Selbstdarstellungen, vol. 3)

### Écrits traduits en français
- Histoire du pauvre petit franichko (1885), Kessinger Publishing, 2010  (ISBN 116674406X)
- L'Archet d'or, Éditions Nabu Press, 2012  (ISBN 1248483901)
- Le Langage (1907), trad. fr. et préf. Jacques Le Rider, Paris, Éditions Bartillat, 2012  (ISBN 284100502X)

### Œuvres en ligne
- Textes de Fritz Mauthner sur le Project Gutenberg
- Fritz Mauthner: Beiträge zu einer Kritik der Sprache, vol. 1, 2 et 3
- Fritz Mauthner: Beiträge zu einer Kritik der Sprache sur Gallica
- Fritz Mauthner: Der Atheismus und seine Geschischte im Abendlande sur Gallica, 4 vol.